# Processus p
Le processus p est un ensemble de processus astrophysiques conduisant à la nucléosynthèse stellaire d'éléments chimiques par capture de protons (d'où la lettre p) pour donner des isotopes pauvres en neutrons typiquement situés entre le sélénium 34Se et le mercure 80Hg,. Ces nucléides sont appelés noyaux p et leur origine n'est pas encore complètement comprise. Bien que le processus proposé initialement ne soit pas en mesure de produire tous ces noyaux, le terme processus p a par la suite été parfois employé pour désigner n'importe quel processus de nucléosynthèse susceptible de produire de tels noyaux. Ces deux significations sont souvent confondues. La littérature la plus récente suggère de réserver le terme de processus p pour le processus de capture de protons de manière analogue à ce qui est observé pour les autres processus de nucléosynthèse en astrophysique.

## Processus physique
Les nucléides riches en protons peuvent être produits en ajoutant des protons l'un après l'autre à des noyaux préexistants. Une telle réaction, de type (p, γ), est appelée capture de proton. Ajouter un proton à un noyau atomique conduit à une transmutation d'un élément chimique à un autre, car le numéro atomique est incrémenté d'une unité. Le rapport entre le nombre de neutrons et le nombre de protons du noyau diminue par la même occasion, ce qui donne un atome appauvri en neutrons. Ces observations sont à la base des premières théories relatives à ces isotopes pauvres en neutrons formulées dans les années 1950,.
De telles captures de protons sur des isotopes stables ou quasistables ne sont cependant pas très efficaces pour produire des noyaux p, surtout les plus lourds d'entre eux, car la charge électrique de ces noyaux augmente à chaque proton ajouté, ce qui accroît la répulsion électrostatique entre protons incidents et noyaux cibles selon la loi de Coulomb, d'où une barrière coulombienne croissante. Plus celle-ci est élevée, plus est grande l'énergie cinétique nécessaire aux protons pour être capturés par les noyaux cibles. Cette énergie cinétique est déterminée par la température du plasma de l'étoile. Même si cette énergie pouvait être augmentée arbitrairement, ce qui n'est pas le cas dans les étoiles, les protons seraient toujours éliminés des noyaux par photodésintégration plus rapidement qu'ils ne seraient capturés à température élevée. Il serait éventuellement possible d'accroître cette efficacité sans nécessiter des températures trop élevées en générant un flux de protons très intense, cependant de telles conditions n'existent pas dans les supernovae à effondrement de cœur, qui sont les principaux sites où le processus p est censé se produire,.
Les captures de protons sous l'effet de flux de protons très intenses sont à l'origine des processus rp, νp et pn, qui fait intervenir des nucléides à durée de vie très brève aboutissant après les désintégrations nécessaires à la formation d'isotopes situés à la limite de stabilité des protons.

## Histoire
Le nom « processus p » a été proposé en 1957 dans l'article B2FH. Les auteurs y postulaient que ce mécanisme était l'unique source de création de noyaux dits p et qu'il se produisait dans les couches d'hydrogène des étoiles qui explosaient en supernova de type II. Il a été montré plus tard que les conditions requises ne se trouvaient pas dans ce type de supernova.
Au même moment que B2FH, Alastair Cameron a réalisé indépendamment qu'il était nécessaire d'ajouter un autre processus de nucléosynthèse à la nucléosynthèse par capture de neutrons mais il a simplement mentionné la capture de protons sans donner de nom spécial à ce mécanisme. Il a aussi pensé a des alternatives, par exemple la photodésintégration ou une combinaison entre le processus p et la photodésintégration.

## Formation des noyaux déficients en neutrons
La nucléosynthèse de certains noyaux déficients en neutrons ne peut être expliquée par la capture radiative d’un neutron (processus s ou r). C’est le cas d’environ 35 noyaux déficients en neutrons allant de 74Se à 196Hg.
En regardant la courbe d’abondance de ces éléments on observe une distribution similaire à celles des noyaux produits par le processus r ou s. Cela a conduit à la supposition que le processus p a lieu sur des noyaux déjà formés par les processus r ou s. Le noyau graine (r ou s) est conduit dans la région des noyaux déficients en neutrons après une série de photodésintégrations (γ, n). Une fois que l’énergie de liaison des neutrons au sein du noyau excède l’énergie des photons, la contribution des réactions (γ, p) et (γ, α) devient plus importante. Dans quelques cas la réaction (p, γ) joue aussi un rôle.

## Sites astrophysiques
Des indices situeraient l’environnement du processus p dans les couches de néon/oxygène des supernovae à effondrement de cœur. Ce processus y a été modélisé dès années 1970. Dans ce modèle, où la photodésintégration joue un rôle déterminant, d'où son nom de processus γ, l'abondance relative des noyaux p observée dans le Système solaire a pu être reproduite fidèlement, à l'exception notable des plus légers d'entre eux, que le modèle produisait en quantité très insuffisante : ils sont produits dans les couches internes de l'étoile alors que les autres sont produits dans les couches externes. La production des noyaux p légers dans les couches externes de supernovae de type Ia à partir d'une naine blanche à carbone/oxygène a été simulée dans les années 1990. Dans ce modèle, le processus s avant l'explosion permet de produire l'abondance des éléments jusqu'à A ≈ 90. Les flus intenses de protons pendant l'explosion permet par la suite les captures de protons pour produire les noyaux p légers tandis que le processus γ produit les noyaux p plus lourds ; des simulations ultérieures fondées sur des modèles de supernovae plus réalistes ont cependant été moins performantes.